# 塩田薫範
塩田薫範（しおだ しげのり、1942年5月13日 - ）は、日本の大蔵官僚・弁護士。公正取引委員会事務総長、商工組合中央金庫副理事長などを歴任。血液型はB型。

## 来歴
栃木県芳賀郡出身（父母も栃木県）。栃木県立宇都宮高等学校、東京大学法学部第2類（公法コース）卒業。東大法学部在学中に国家公務員上級甲種試験（法律）と司法試験に合格。1966年4月 大蔵省入省（主計局総務課）。主計局法規課などで勤務した後、1971年7月 仙台国税局いわき税務署長。1989年6月 国税庁長官官房会計課長。1990年6月 福岡国税局長。1991年6月 公正取引委員会事務局官房審議官（渉外担当）。1992年7月 公正取引委員会事務局官房審議官（総務担当）。1994年7月 公正取引委員会事務局経済部長。1996年6月14日 公正取引委員会事務総局経済取引局長。1998年6月 公正取引委員会事務総長。2000年6月 退官。同年7月 商工組合中央金庫副理事長（〜2005年6月）。2005年6月 東京海上日動火災保険（株）顧問（〜2010年6月）。2010年8月 弁護士登録（第一東京弁護士会所属）。2012年6月 イビデン（株）社外監査役（〜2016年6月）。2015年6月 （株）弘電社社外取締役（〜2020年6月）。2018年6月 （株）弘電社社外指名・報酬諮問会議議長（〜2020年6月）。

## 略歴
- 1966年4月：大蔵省入省（主計局総務課）。
- 1968年8月：主計局法規課。
- 1967年6月：名古屋国税局調査査察部調査第二部門。
- 1968年4月：国税庁長官官房人事課。
- 1968年4月：大臣官房調査企画課（経済理論研修）。
- 1969年4月：国際金融局国際機構課企画係長心得[4]。
- 1970年：国際金融局国際機構課企画係長[5]。
- 1971年7月：仙台国税局いわき税務署長。
- 1972年7月：国税庁直税部法人税課長補佐。
- 1974年7月：大臣官房付（外務研修）。
- 1975年5月：外務省在ベルギー大使館書記官 兼 EC（欧州共同体）日本政府代表部書記官。
- 1978年7月：国際金融局国際機構課長補佐（総括・企画・協定）[6]。
- 1980年7月：大阪国税局間税部長。
- 1982年6月：公正取引委員会事務局官房企画課長。
- 1984年6月：大阪国税局直税部長。
- 1985年6月：大臣官房参事官（主税局税制第一課担当）。
- 1986年6月：主税局国際租税課長。
- 1987年6月：内閣官房内閣内政審議室内閣審議官 兼 総理府内閣総理大臣官房参事官。
- 1989年6月：国税庁長官官房会計課長。
- 1990年6月：福岡国税局長。
- 1991年6月：公正取引委員会事務局官房審議官（渉外担当）。
- 1992年7月：公正取引委員会事務局官房審議官（総務担当）。
- 1994年7月：公正取引委員会事務局経済部長。
- 1996年6月14日：公正取引委員会事務総局経済取引局長。
- 1998年6月：公正取引委員会事務総長。
- 2000年6月：退官。